# O-Acetilserina
O-Acetilserina é um α-aminoácido com a fórmula química HO2CCH(NH2)CH2OC(O)CH3.  É um intermediário na biossíntese do aminoácido comum cisteína em bactérias e plantas.  O-Acetilserina é biossintetizada pela acetilação da serina pela enzima serina transacetilase.  A enzima O-acetilserina (tiol)-liase, usando fontes de sulfeto, converte este éster em cisteína, liberando acetato:
HO2CCH(NH2)CH2OH  →  HO2CCH(NH2)CH2OC(O)CH3
HO2CCH(NH2)CH2OC(O)CH3  →  HO2CCH(NH2)CH2SH